# Agnieszka Kaczmarczyk
Agnieszka Daria Kaczmarczyk (Stettino, 23 maggio 1989) è una cestista polacca.

## Carriera
Con la Polonia ha disputato i Campionati europei del 2011.